# Two pence blue
Two pence blue (dos peniques azul) es el nombre por lo que se conoce al segundo sello postal británico. Del mismo formato y diseño que el Penny Black, al igual que éste, tenía que tener validez postal desde el 6 de mayo de 1840 pero lo cierto es que el primer matasellos conocido tiene fecha del 8 de mayo.
En 1841 se modificaron el color azul del sello y el diseño para incluir líneas blancas encima y debajo del retrato de la reina Victoria para hacer que los trabajadores de correos que trabajaban con poca luz lo pudieran distinguir más claramente del Penny Black.
En 1858 se emitió un sello similar con letras en las cuatro esquinas en lugar de sólo en las dos esquinas de abajo de la versión original. 
El papel de los sellos llevó diferentes filigranas. La primera emisión llevaba una corona. Más tarde también se usaron rosas, áncoras o estrellas.